# James Cameron
James Francis Cameron (født 16. august 1954) er en canadisk filminstruktør og er manden bag film som Terminator, Titanic og Avatar .

## Biografi
James Cameron blev født i Ontario i Canada, men flyttede i 1971 til Californien. Han debuterede som instruktør på filmen Piranha II, men fik først sit store gennembrud med Terminator, som han både skrev og instruerede. Efter Terminator lavede han Aliens, som er opfølgeren til Ridley Scotts Alien-film. Også den blev et stort hit. Hans næste film, The Abyss, fik ikke samme succes, men med Terminator 2 havde han igen et kæmpehit. Terminator 2 var den første film, der havde et budget på mere end $100 millioner, og havde da også nogen for den tid fantastiske computereffekter.
I hans næste film, Livsfarlig Løgn, arbejdede han igen sammen med Arnold Schwarzenegger. Hans foreløbigt sidste normale spillefilm kom i 1997 med megahittet Titanic.
Siden da har han dels produceret tv-serien Dark Angel og lavet flere undervandsfilm, hvor han har gjort brug af 3D-teknologi.
Den 18. december 2009 fik Camerons første film i 12 år premiere i de danske biografer. Den hedder Avatar og er en science fiction-film med banebrydende effekter. Til filmen har Cameron og kameramanden Vince Pace, sammen udviklet et banebrydende kamerasystem kaldet "Fusion Camera System". Cameron har tidligere arbejdet sammen med Pace på filmen The Abyss.
James Cameron dykkede i 2012 ned til Marianergraven, hvilket er verdens dybeste sted. Marianergraven er næsten 11 km dyb. Han foretog dykningen i marts 2012, og har senere tænkt sig at udgive en 3-D-film med sine optagelser og opdagelser af nye arter m.m. Denne dykning er den første siden Piccard og Walshs dyk i 1960.

## Filmografi
| År   | Film                     | Rolle                 | Noter           |
| ---- | ------------------------ | --------------------- | --------------- |
| 1981 | Piranha II: The Spawning | Instruktør            | Debut           |
| 1984 | The Terminator           | Instruktør, forfatter |                 |
| 1986 | Aliens                   | Instruktør            |                 |
| 1989 | The Abyss                | Instruktør            |                 |
| 1991 | Terminator 2: Dommedag   | Instruktør, forfatter |                 |
| 1994 | Livsfarlig løgn          | Instruktør, producer  |                 |
| 1997 | Titanic                  | Instruktør, producer  |                 |
| 2000 | Dark Angel               | Skaber                | Tv-serie        |
| 2002 | Ghosts of the Abyss      | Instruktør            | Dokumentar      |
| 2005 | Aliens of the Deep       | Instruktør            | Dokumentar      |
| 2009 | Avatar                   | Instruktør, producer  |                 |
| 2019 | Alita: Battle Angel      | Producer              |                 |
| 2019 | Terminator: Dark Fate    | Producer, forfatter   |                 |
| 2022 | Avatar: The Way of Water | Instruktør, producer  |                 |
| 2024 | Avatar 3                 | Instruktør, producer  | Post-production |
| 2026 | Avatar 4                 | Instruktør, producer  | Post-production |